# جفری اسپرکر
جفری کریگ اسپرکر (به انگلیسی: Jeffrey Craig Sprecher زاده ۲۳ فوریه ۱۹۵۵) یک تاجر آمریکایی، بنیانگذار، رئیس و مدیر عامل اینترکانتیننتال اکسچنج و رئیس بورس نیویورک است.

## زندگی شخصی
اسپرکر در سال ۲۰۰۴ با کلی لوفلر سناتور سابق ایالات متحده ازدواج کرد. آنها در پارک پارک توکسدو، آتلانتا در یک خانهٔ ده و نیم میلیون دلاری زندگی می‌کنند.
در طول همه‌گیری کوید-۱۹ اسپرکر و همسرش ۱ میلیون دلار به صندوق امداد کوید-۱۹ بنیاد فیبی در سیستم بهداشتی فیبی پوتنی برای تجهیزات محافظت شخصی برای اعضای تیم مراقبت فیبی اهدا کردند.